# والیبال در المپیک تابستانی ۲۰۱۶
والیبال یکی از ورزش‌های بازی‌های المپیک تابستانی ۲۰۱۶ است که از ۷ تا ۲۱ اوت ۲۰۱۶ برگزار شده است.
این مسابقات در چهار بخش والیبال سالنی مردان و زنان (جیناسیو دو ماراکانازینیو) و والیبال ساحلی مردان و زنان (سواحل کوپاکابانا) انجام شده.

## مسابقات انتخابی

### مردان
| رقابت                         | تاریخ               | میزبان     | سهمیه | تیم انتخاب شده      |
| ----------------------------- | ------------------- | ---------- | ----- | ------------------- |
| کشور میزبان                   | ۲ اکتبر ۲۰۰۹        | کپنهاگ     | ۱     | برزیل               |
| جام جهانی والیبال مردان ۲۰۱۵  | ۸–۲۳ سپتامبر ۲۰۱۵   | ژاپن       | ۲     | ایالات متحده آمریکا |
| جام جهانی والیبال مردان ۲۰۱۵  | ۸–۲۳ سپتامبر ۲۰۱۵   | ژاپن       | ۲     | ایتالیا             |
| مسابقات انتخابی آمریکای جنوبی | ۹–۱۱ اکتبر ۲۰۱۵     | مایکتیا    | ۱     | آرژانتین            |
| مسابقات انتخابی اروپا         | ۵–۱۰ ژانویه ۲۰۱۶    | برلین      | ۱     | روسیه               |
| مسابقات انتخابی آفریقا        | ۷–۱۲ ژانویه ۲۰۱۶    | برازاویل   | ۱     | مصر                 |
| مسابقات انتخابی آمریکای شمالی | ۸–۱۰ ژانویه ۲۰۱۶    | ادمونتون   | ۱     | کوبا                |
| مسابقات انتخابی آسیا          | ۲۸ مه – ۵ ژوئن ۲۰۱۶ | توکیو      | ۱     | ایران               |
| مسابقات انتخابی جهانی         | ۲۸ مه – ۵ ژوئن ۲۰۱۶ | توکیو      | ۳     | لهستان              |
| مسابقات انتخابی جهانی         | ۲۸ مه – ۵ ژوئن ۲۰۱۶ | توکیو      | ۳     | فرانسه              |
| مسابقات انتخابی جهانی         | ۲۸ مه – ۵ ژوئن ۲۰۱۶ | توکیو      | ۳     | کانادا              |
| مسابقات انتخابی بین قاره‌ای    | ۳–۵ ژوئن ۲۰۱۶       | مکزیکوسیتی | ۱     | مکزیک               |
| مجموع                         | مجموع               | مجموع      | ۱۲    |                     |

### زنان
| رقابت                         | تاریخ                     | میزبان          | سهمیه | تیم انتخاب شده      |
| ----------------------------- | ------------------------- | --------------- | ----- | ------------------- |
| میزبان                        | ۲ اکتبر ۲۰۰۹              | کپنهاگ          | ۱     | برزیل               |
| جام جهانی والیبال زنان جهان   | ۲۲ آگوست – ۶ سپتامبر ۲۰۱۵ | ژاپن            | ۲     | چین                 |
| جام جهانی والیبال زنان جهان   | ۲۲ آگوست – ۶ سپتامبر ۲۰۱۵ | ژاپن            | ۲     | صربستان             |
| مسابقات انتخابی اروپا         | ۴–۹ ژانویه ۲۰۱۶           | آنکارا          | ۱     | روسیه               |
| مسابقات انتخابی آمریکای جنوبی | ۶–۱۰ ژانویه ۲۰۱۶          | باریلوچه        | ۱     | آرژانتین            |
| مسابقات انتخابی آمریکای شمالی | ۷–۹ ژانویه ۲۰۱۶           | لینکلن، نبراسکا | ۱     | ایالات متحده آمریکا |
| مسابقات انتخابی آفریقا        | ۱۲–۱۹ فوریه ۲۰۱۶          | یائونده         | ۱     | کامرون              |
| مسابقات انتخابی آسیا          | ۱۴–۲۲ مه ۲۰۱۶             | توکیو           | ۱     | ژاپن                |
| مسابقات انتخابی جهانی         | ۱۴–۲۲ مه ۲۰۱۶             | توکیو           | ۳     | ایتالیا             |
| مسابقات انتخابی جهانی         | ۱۴–۲۲ مه ۲۰۱۶             | توکیو           | ۳     | هلند                |
| مسابقات انتخابی جهانی         | ۱۴–۲۲ مه ۲۰۱۶             | توکیو           | ۳     | کرهٔ جنوبی           |
| مسابقات انتخابی بین‌المللی     | ۲۰–۲۲ مه ۲۰۱۶             | سان خوآن        | ۱     | پورتوریکو           |
| مجموع                         | مجموع                     | مجموع           | ۱۲    |                     |

## جدول مدال‌ها
| رتبه  | کشور                | طلا | نقره | برنز | مجموع |
| ۱     | برزیل*              | ۲   | ۱    | ۰    | ۳     |
| ۲     | چین                 | ۱   | ۰    | ۰    | ۱     |
| ۲     | آلمان               | ۱   | ۰    | ۰    | ۱     |
| ۴     | ایتالیا             | ۰   | ۲    | ۰    | ۲     |
| ۵     | صربستان             | ۰   | ۱    | ۰    | ۱     |
| ۶     | ایالات متحده آمریکا | ۰   | ۰    | ۳    | ۳     |
| ۷     | هلند                | ۰   | ۰    | ۱    | ۱     |
| مجموع | مجموع               | ۴   | ۴    | ۴    | ۱۲    |

## نتایج
| رویداد      | طلا                                            | نقره                                          | برنز                                             |  |  |  |
| سالنی مردان | برزیل (BRA)                                    | ایتالیا (ITA)                                 | ایالات متحده آمریکا (USA)                        |  |  |  |
| سالنی زنان  | چین (CHN)                                      | صربستان (SRB)                                 | ایالات متحده آمریکا (USA)                        |  |  |  |
|             |                                                |                                               |                                                  |  |  |  |
| ساحلی مردان | برزیل (BRA) · آلیسون سروتی · برونو اسکار اشمیت | ایتالیا (ITA) · دنیله لوپو · پائولو نیکولای   | هلند (NED) · الکساندر بروور · رابرت میوزن        |  |  |  |
| ساحلی زنان  | آلمان (GER) · لاورا لودفیگ · کیرا واکنهوست     | برزیل (BRA) · آگاتا بدنارچوک · باربارا سیکساس | ایالات متحده آمریکا (USA) · کری والش · اپریل راز |  |  |  |